# NGC 4377/1
NGC 4377/1 је елиптична галаксија у сазвежђу Береникина коса која се налази на NGC листи објеката дубоког неба.
Деклинација објекта је + 14° 45' 44" а ректасцензија 12h 25m 12,4s. Привидна величина (магнитуда) објекта NGC 4377 износи 11,7 а фотографска магнитуда 12,7. NGC 43771 је још познат и под ознакама UGC 7501, MCG 3-32-25, CGCG 99-41, 3ZW 65, VCC 778, PGC 40477.